# 月山
月山（がっさん）是位於日本山形縣中央、出羽山地南部的一座山峰，標高1,984公尺。月山同八幡平一樣，是日本少有的盾状火山，為日本百名山之一。另外，月山與湯殿山（1,500公尺）、羽黒山（418公尺）等合稱為出羽三山。山上建有滑雪場，在夏季也可以滑雪。

## 圖片集

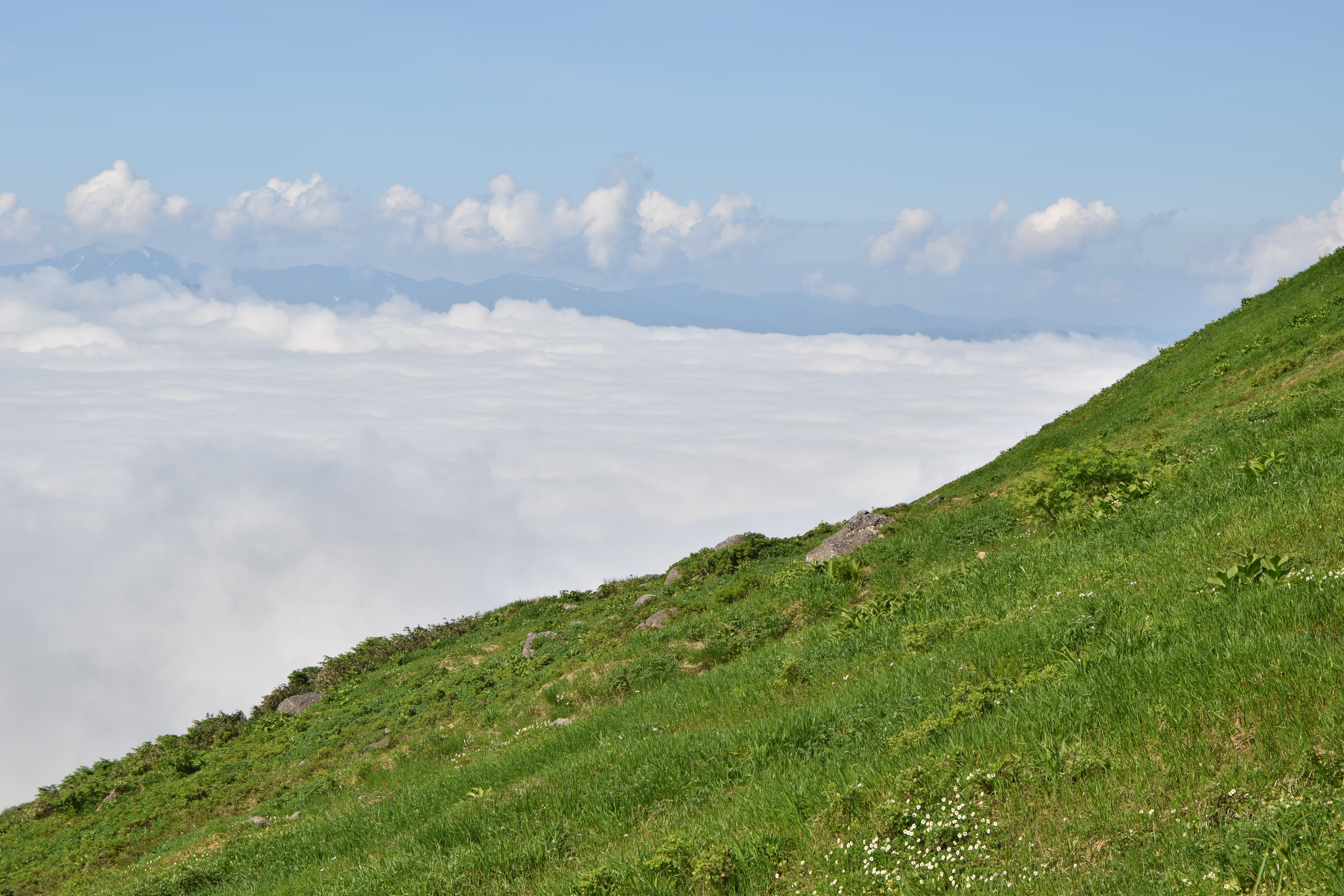
月山的雲海
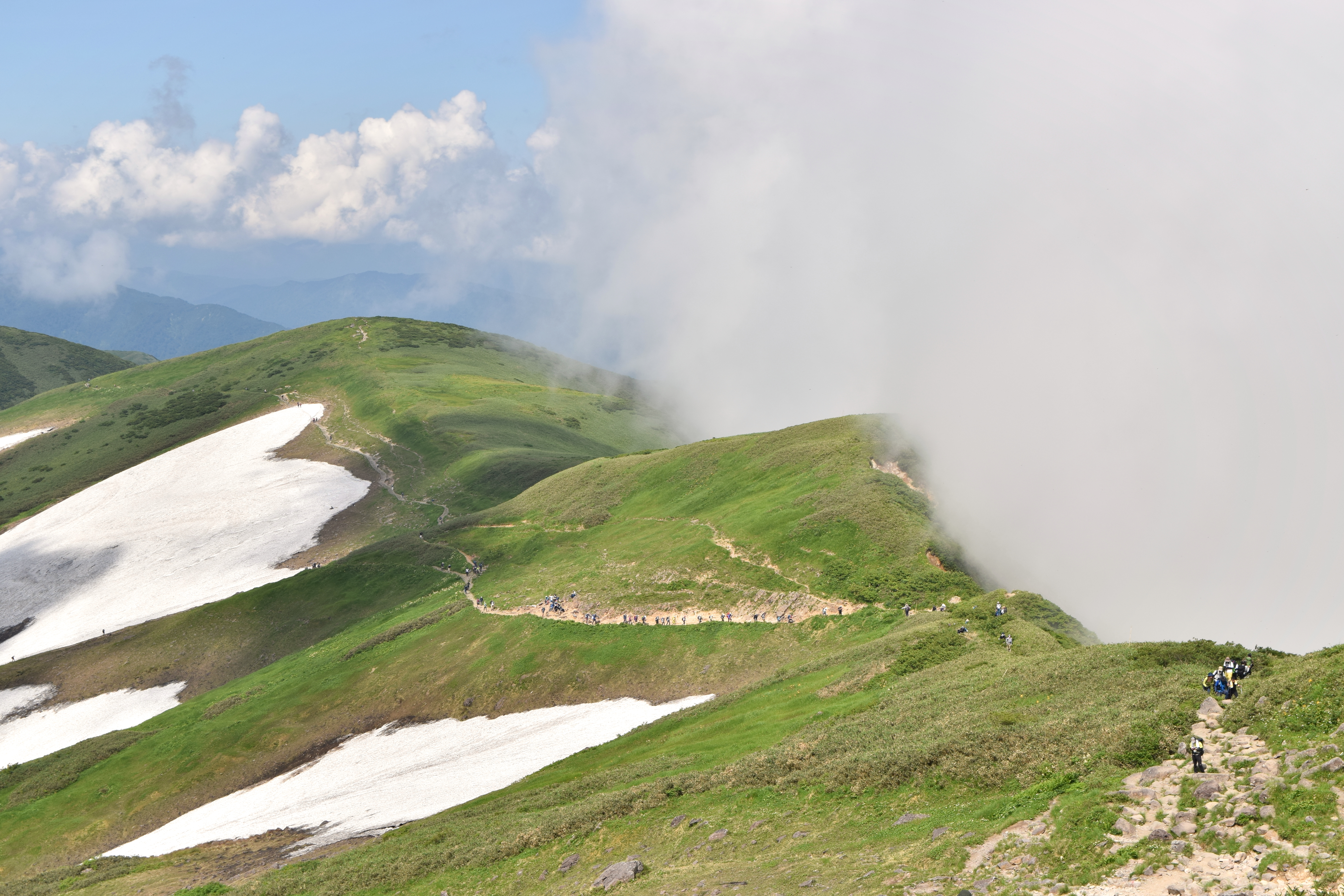
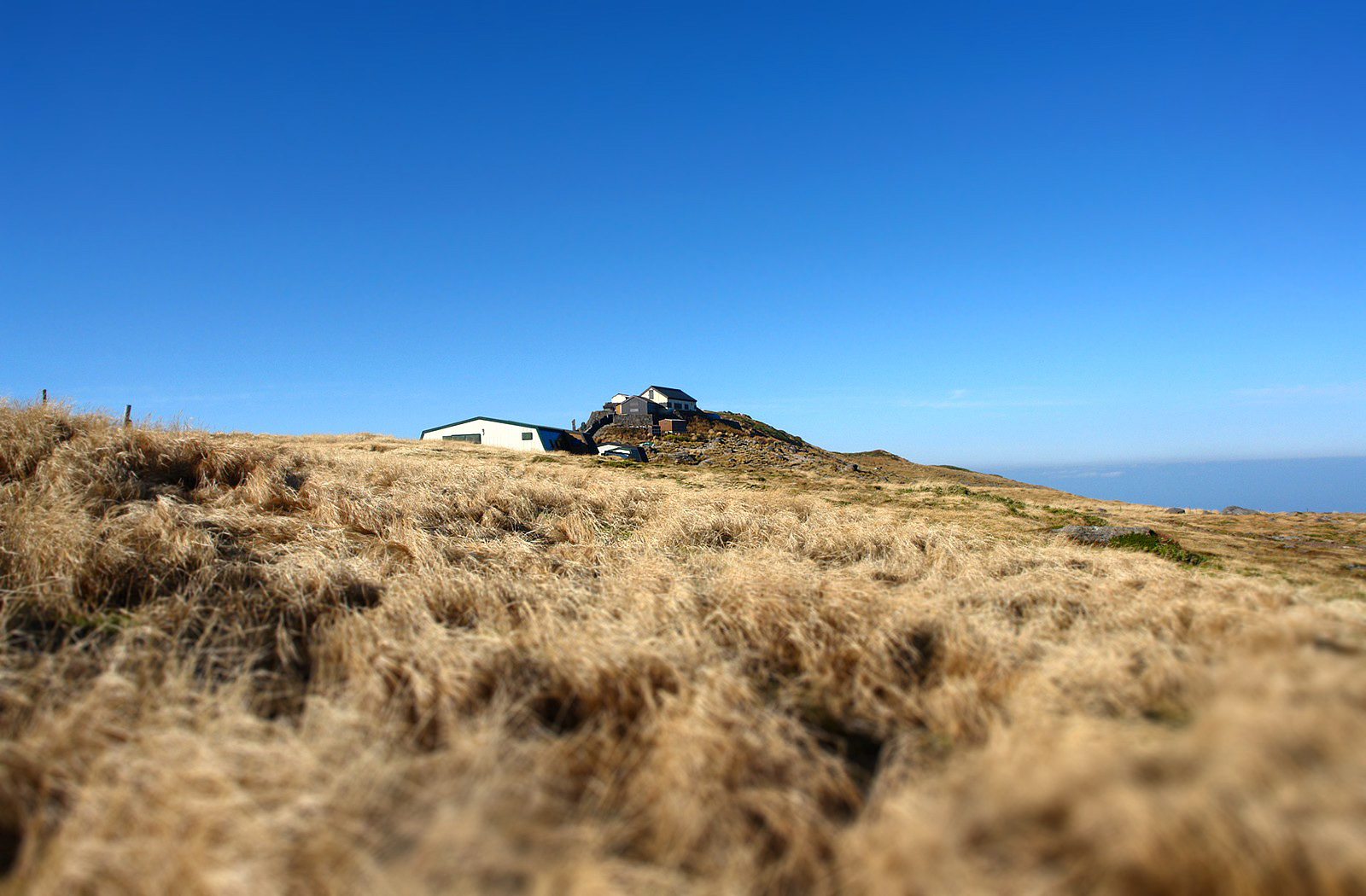
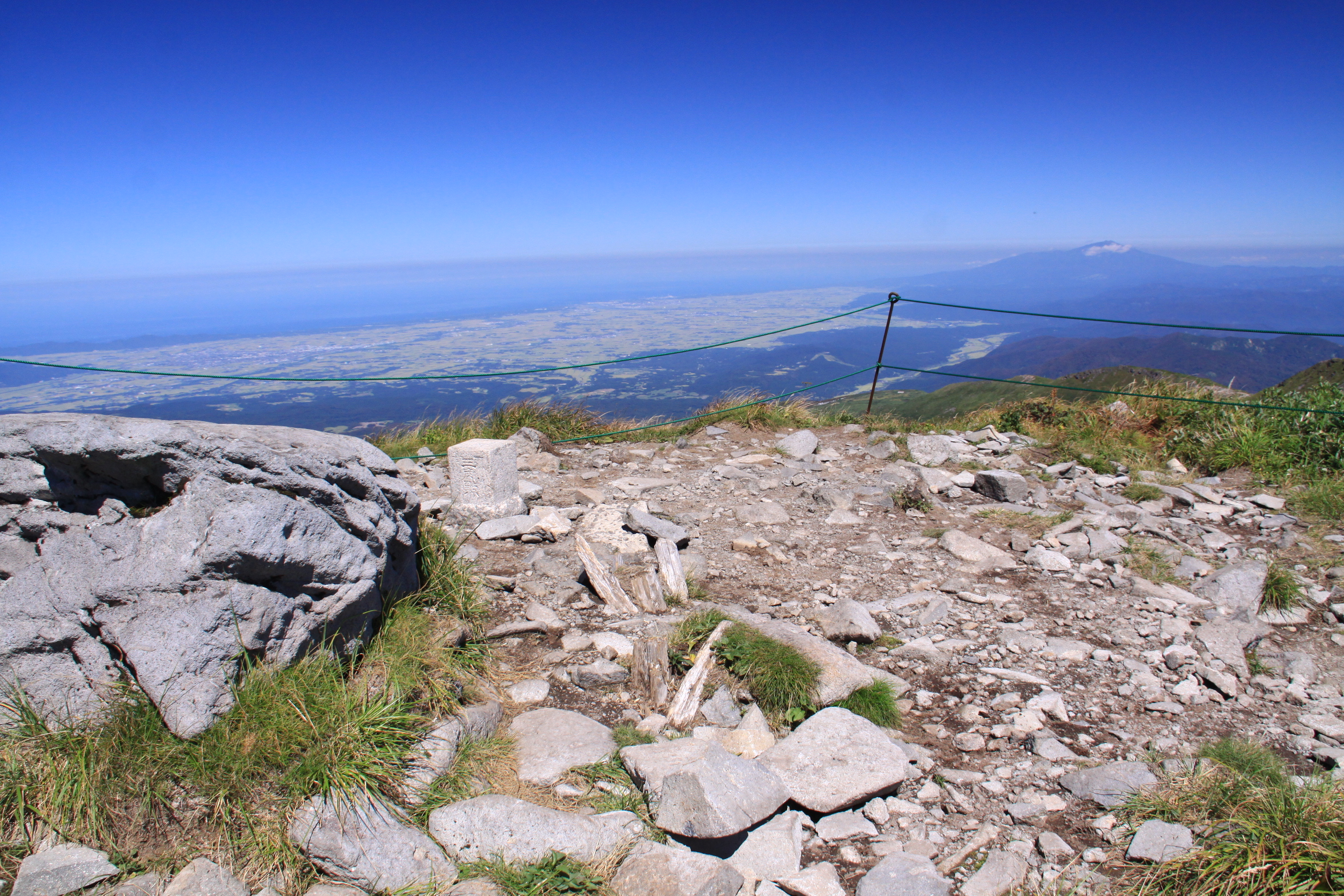
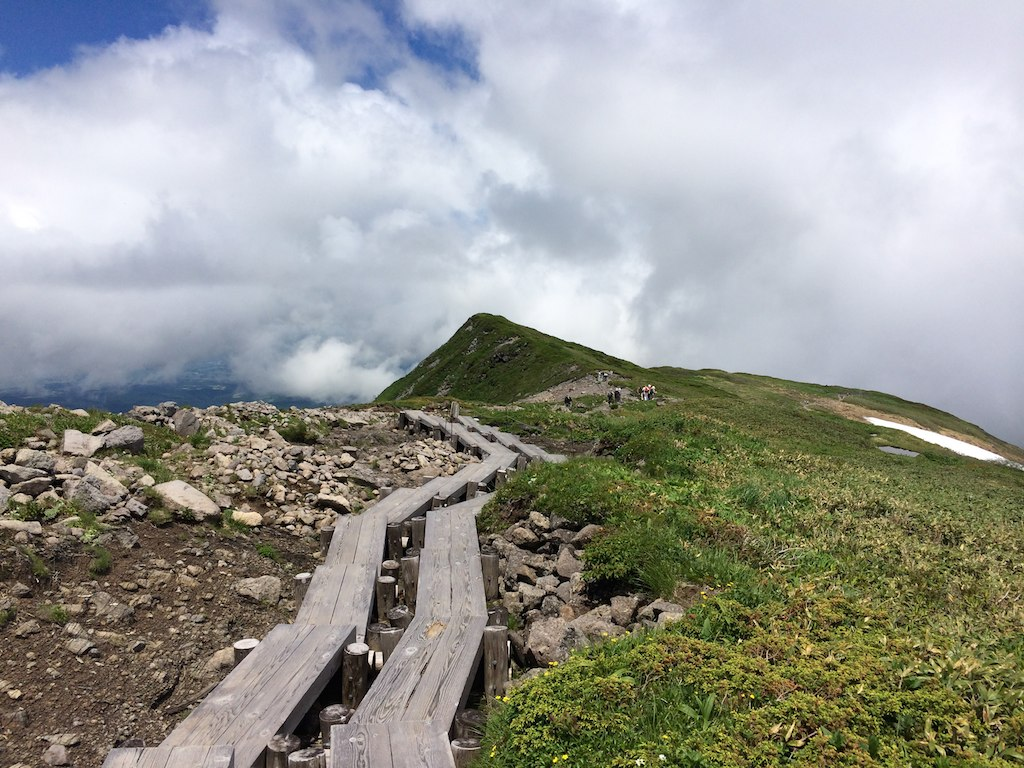

## 關連項目
- 日本百名山
- 出羽三山
- 磐梯朝日國立公園
- 月山神社

## 外部連結
- 月山夏季滑雪 （页面存档备份，存于）（山形縣西川町網站內）
- 国國土地理院 地圖閱覽系統 2万5千分1地形圖名：月山（北西） （页面存档备份，存于）